# 패리 오브라이언
윌리엄 패리 오브라이언(William Parry O'Brien, 1932년 1월 28일 ~ 2007년 4월 21일)은 미국의 육상 선수이자, 포환던지기에서 혁명적인 스타일을 개발한 것으로 유명하였다. 1953년부터 1959년까지 세계 기록을 보유하면서 18m(59피트 3/4 인치)부터 19.30m(63 피트 4 인치)까지의 거리를 늘였다.
캘리포니아주 샌타모니카에서 태어난 오브라이언은 고등학교 시절에 포환던지기를 시작하였으며, 원반던지기, 단거리 육상, 미식축구 선수로도 활약하였다. 서던캘리포니아 대학교의 신입생 해에 오브라이언은 대학에서 모든 포환던지기 선수들을 능가하고 그해의 후순에 선택된 미국 팀과 함께 유럽을 순회하면서 포환, 원반던지기와 계주에 참가하였다.
오브라이언은 자신에 의해서 새로운 스타일을 개발하였고, 모든 포환던지기 선수들에 의하여 도입된 기술이 되었다. 그것은 선수들이 포환이 등에서 날아갈 라인을 맞추어 던지기 전에 180도를 도는 것이다.
1952년 헬싱키 올림픽에서 올림픽 기록 17.41초를 세우면서 금메달을 획득하였다. 그는 1955년과 1959년 팬아메리칸 게임을 포함하여 1950년대에 116개의 지속적 타이틀을 우승하였다. 1956년 그는 19m를 깨던 첫 포환던지기 선수가 되었으며, 1953년과 1959년 사이에 16번이나 세계 기록을 깼다. 그는 1956년 멜버른 올림픽에서 2연승을 하고, 1960년 로마 올림픽에서 2위, 1964년 도쿄 올림픽에서 4위를 하였다.
1966년 자신의 19번째 시즌에서 그는 자신의 19.69m 거리를 향상시켰다. 대학교를 졸업한 후 로스앤젤레스에서 주택 융자 은행에 종사하기 시작하였으며, 텔레비전 스포츠 해설자로 활약하기도 하였다. 1971년 시니어 스포츠 국제 대회에서 포환과 원반던지기 양종목을 우승하였다.
2007년 4월 21일 심근경색으로 사망하였다.